# El Ahuitzique
El Ahuitzique är en ort i Mexiko.   Den ligger i kommunen Acultzingo och delstaten Veracruz, i den sydöstra delen av landet, 210 km öster om huvudstaden Mexico City. El Ahuitzique ligger 2 691 meter över havet och antalet invånare är 121.
Terrängen runt El Ahuitzique är kuperad söderut, men norrut är den bergig. Runt El Ahuitzique är det ganska glesbefolkat, med 28 invånare per kvadratkilometer. Närmaste större samhälle är Ciudad Mendoza, 18,2 km nordost om El Ahuitzique. I omgivningarna runt El Ahuitzique växer i huvudsak blandskog.